# Ближняя Быньга
Бли́жняя Быньга́ — малая река на Среднем Урале, в Невьянскому району Свердловской области. Устье реки находится на 231-м км левого берега реки Нейвы. Длина реки Ближней Быньги составляет 14 километров.
Река течёт по лесистой местности с северо-запада на юго-восток, делая поворот на юг в среднем течении возле посёлка Ударник, затем снова поворачивая на юго-восток и впадает в реку Нейву в черте старинного уральского села Быньги, образуя при устье небольшую живописную заводь. Устье расположено в нескольких сотнях метров к западу от устья другого притока Нейвы —реки Дальней Быньги.

## Данные водного реестра
По данным государственного водного реестра России, Ближняя Быньга относится к Иртышскому бассейновому округу, речному бассейну Иртыша, речному подбассейну Тобола. Водохозяйственный участок — Реж (без реки Аять от истока до Аятского гидроузла) и Нейва (от Невьянского гидроузла) до их слияния